# سرگی کووالف (بوکسور)
سرگی کووالف (روسی: Сергей Александрович Ковалёв؛ زادهٔ ۲ آوریل ۱۹۸۳) بوکسور اهل اتحاد جماهیر شوروی سوسیالیستی است.
وی همچنین برندهٔ جوایزی همچون جایزه اولاف پالمه شده‌است.